# Red TV
Red TV, est une chaîne de télévision péruvienne, créée en 1989, remplacement de « Stereo 33 Televisión ».
Elle disparaît le 27 mars 2017 en étant remplacée par NexTV, à la programmation différente, retransmettant de l'information, des séries, des comédies, des programmes jeunesses et sportifs.

## Histoire

### Identité visuelle (logo)

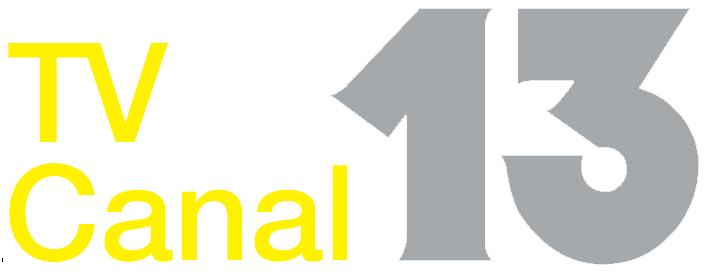
Logo de TV Canal 13 de 1989 à 1991.
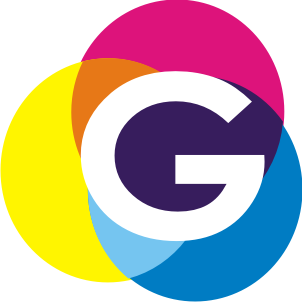
Logo de Global TV de 2010 à 2015.
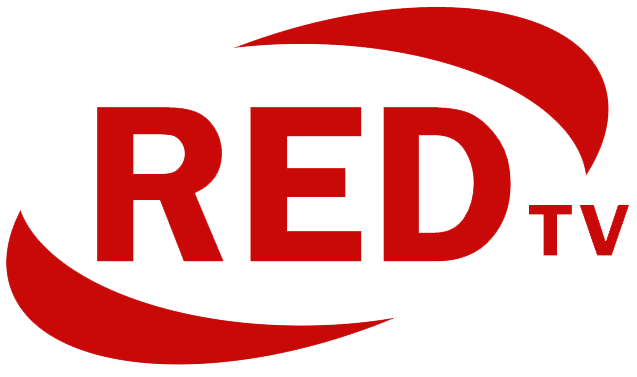
Logo de Red TV de 2015 à 2017.

## Slogans
- 1989 - 1991: Televisión total, Proyectándose a más.
- 1991: ¡Para que vea!.
- 1992: Indiscutiblemente el autentico canal del deporte.
- 1993 - 1995: Un canal para todos los gustos.
- 1995 - 1997: Tu nueva televisión.
- 1997: Rompiendo el 97, un canal con todo a la vez.
- 1997 - 1998: Un canal a tu gusto.
- 1998: La más grande... Bienvenido a casa.
- 1999 - 2000: Tu televisión del 2000.
- 2001: La nueva televisión.
- 2002: Nos une más.
- 2002 - 2003: Cobertura total al servicio de la verdad.
- 2003 - 2006: Las estrellas brillan más.
- 2006: Comenzó el cambio.
- 2007: Atrévete.
- 2007 - 2008: Somos un nuevo canal... atrévete a vernos.
- 2008: Crece.
- 2009 - 2010: Crece por ti.
- 2010 - 2015: Hecho por la gente.
- 2015 - 2017: Te conecta